# Santana 300
O 300/350 é um jipe compacto da Santana Motor.